# Tornavamo dal mare
Tornavamo dal mare è un romanzo del 2004, scritto da Luca Doninelli. È vincitore di numerosi premi letterari ed è stato tradotto in polacco.

## Storia editoriale
Il libro ha ottenuto il Premio Letterario Basilicata; il Premio Scanno; il Premio Procida-Isola di Arturo-Elsa Morante e il Premio San Vidal;

## Trama
Una donna, Ester, e l'unica sua figlia Irene, vivono generalmente assieme, ma con molti margini di autonomia. Irene ha più di vent'anni e studia di malavoglia Giurisprudenza, mentre Ester, quasi cinquantenne, fa la direttrice in un istituto elementare. Le due donne sono molto spesso a contatto con Alberto, fratello minore di Ester, il quale di recente si è dato a studi di teologia e religione. La loro casa di vacanza si trova a San Cassiano, in prossimità del Lagazuoi, ed è qui che avvengono i fatti che portano a una crisi familiare, che però avrebbe dovuto avvenire molto prima. Un giorno la madre rimane al cancello a parlare con qualcuno e non spiega alla figlia cosa sia realmente avvenuto, ma durante la notte e le notti seguenti Ester ha crisi di panico con mancanza di respiro. La cosa si ripete, ma Irene, che pure si prodiga per la madre, non si sente molto convinta a scoprire le cause del malessere.
Irene sa che la madre ha un passato, negli anni '70, di adesione a un gruppo armato di estrema sinistra, in pratica ha aderito concretamente al terrorismo politico di quegli anni. Sa anche che una parte del gruppo ebbe una "svolta" pacifista, attestata dal suo nome: Irene. Per finire, sa che lo zio Alberto è stato a sua volta coinvolto, salvo poi sposarsi con una donna un tantino pazza, Manoli, ebrea spagnola. Riguardo alla propria nascita, irene sa che la madre ha avuto un marito, dal quale ha divorziato: ricco e munifico, dovrebbe essere suo padre, ma la ragazza non è legata a lui. Il fatto di non lasciarsi avvolgere dalle storie di famiglia è per Irene fonte di una certa autocritica, perché si considera insensibile verso i drammi che madre e zio hanno sicuramente vissuto, ma il problema investe non meno, anzi molto di più, la madre, che appartiene a una generazione convinta che non avrebbe avuto problemi di dialogo con i figli.
E infatti Ester si impegna per dire alcune cose che le pesano come macigni. Lei e Alberto avevano un fratello molto maggiore di loro, un fascista, anzi un picchiatore. Il gruppo aveva decretato che Ester sarebbe andata a Montevideo, dove questo fratello si era rifugiato, e lo avrebbe ucciso mentre Alberto sarebbe stato posto sotto tiro da qualcun altro. Ester aveva accettato subito la consegna; poi, giunta in Uruguay, dove tutto sembrava parlare dell'Italia, aveva scoperto che il fratello picchiatore, di nome Giuseppe, si era impiccato e aveva lasciato una donna e un bimbo. Al suo ritorno il gruppo aveva ritirato le minacce su Alberto che, avvertito di non correre più pericolo, si era allontanato dalla politica, come dai compagni. Poi, con il tempo, il gruppo si era rivolto ad altre forme di protesta e infine si era sciolto. Un membro in particolare, Ercole Cervignani detto Fly, come altri, aveva trascorso un lungo periodo in carcere.
Tutto ciò non riesce ancora a smuovere Irene dal suo distacco. Il rapporto con lo Zio Alberto la conforta ancor più in questo atteggiamento, dato che l'uomo, professore universitario, ha a sua volta voluto scrollarsi di dosso il ruolo di vittima designata, di ostaggio. Alberto ha spesso conversazioni con Irene e non manca di occuparsi della sua pazza compagna, Manoli, che convince a farsi ricoverare per disturbi schizofrenici ereditari. Invece Ester crede totalmente al suo passato e sa di dovere altre spiegazioni, per altro non richieste, alla figlia. Così un giorno, dopo avere ricevuto una lettera, dove apprende che Fly (tornato ad essere Ercole) sta molto male ed è gradito che Ester lo raggiunga.
Un giorno Alberto, per compiacere Manoli, parte per Gerusalemme e contrae una malattia in forma grave. Torna in Italia e Irene lo va a prendere all'aeroporto: vedendo le penose condizioni dello zio, chiede consiglio a un medico e due giorni dopo se lo porta in montagna. Qui arrivano ben presto quattro suoi amici: Carlo e Teodor, Viola e Federica. Irene è felice di riceverli e si fidanza con Teodor, ragazzo albanese da tempo innamorato di lei. Teodor ha conosciuto anche Ester in precedenza e lei non gli ha fatto una bella impressione. Ma anche il ragazzo ha una serie di dolorose storie alle spalle e ne viene fuori con un rendimento molto brillante nello studio e molta tolleranza per gli altri. Perciò non si stupisce quando, qualche tempo dopo, Irene deve andare dalla madre che sta assistendo Ercole.
Sì, ora Irene sa che suo padre, quello vero e amato da Ester, è lui, il Cervignani. Sa anche di essere stata concepita in un carcere. Sa che anche Ercole ha sempre e solo amato Ester, che chiamava Esterina in un lessico concesso solo a loro due. Dopo un lungo viaggio in treno, Irene e Teodor arrivano alla casa dove, con l'anziana madre e la sorella, Ercole è infermo per l'aggravarsi di una sua malattia di cuore. Ester lo imbocca amorevolmente. L'incontro tra padre e figlia è molto sentito, anche se mancano le effusioni che la malattia impedisce. La notte il malato è messo a letto e non è previsto che si rialzi più. Con un simile viatico, Irene e Teodor vanno alla stazione e attendono un treno del primo mattino.

### Il titolo
Nella finzione romanzesca, lo zio Alberto ha letto un racconto che ha come incipit: "Tornavamo dal mare". Questo incipit ricorre poche volte nel libro e non influisce sulla trama. 
Per qualche ragione Alberto e Irene sono incantati e divertiti da queste poche parole, in quanto entrambi sentono il passato perdurante come una zavorra da cui ci si possa e debba liberare.

## Personaggi
- Irene, studentessa di giurisprudenza, generalmente vive con la madre.
- Ester, madre di Irene, è nata nel 1954. Sposata e divorziata, fa la direttrice in una scuola elementare.
- Alberto, fratello prediletto di Ester, più giovane della sorella di circa tre anni. Da tempo si sta dedicando a studi teologici.
- Manoli, moglie o compagna di Alberto, è un'ebrea spagnola assai bizzarra e leggermente schizofrenica.
- Giuseppe, fratello molto maggiore di Ester e Alberto; è definito un picchiatore fascista.
- Fly, nome di battaglia di Ercole Cervignani, terrorista, incarcerato, ma poi messo in libertà vigilata per ragioni di salute.
- Teodor, giovane albanese molto brillante nello studio dell'ingegneria.
- Carlo, Viola, Federica, amici di Teodor e Irene.

## Edizioni
- Luca Doninelli, Tornavamo dal mare, Garzanti, Milano 2004, ISBN 88-11-66528-0
- Luca Doninelli, Tornavamo dal mare, Garzanti, Milano 2007, ISBN 978-88-11-67926-4